# Special Delivery
Special Delivery é um filme de animação em curta-metragem canadense de 1979 dirigido e escrito por Eunice Macaulay e John Weldon. Venceu o Oscar de melhor curta-metragem de animação na edição de 1979.